# Theodore Melfi
Theodore Melfi (Nueva York, 27 de octubre de 1970) es un guionista, director y productor de cine estadounidense. Es conocido por su debut como director con la película St. Vincent, protagonizada por Bill Murray, y por Hidden Figures, nominada en los 89.º Premios Óscar como Mejor Película.

## Filmografía
| 2007 | Game of Life                              | No | No | Sí | Coproductor |
| 2010 | Bed & Breakfast: Love is a Happy Accident | No | No | Sí |             |
| 2014 | St. Vincent                               | Sí | Sí | Sí |             |
| 2016 | Hidden Figures                            | Sí | Sí | Sí |             |
| 2017 | Going in Style                            | No | Sí | No |             |
| 2017 | El Camino Christmas                       | No | Sí | Sí |             |
| 2022 | American Dreamer                          | No | Sí | No |             |

## Premios y nominaciones
Premios Óscar
| Año  | Categoría      | Película        | Resultado |
| ---- | -------------- | --------------- | --------- |
| 2017 | Mejor película | Figuras ocultas | Nominado  |